# Aleksandr Vasilivich Nemits
Aleksandr Vasilivich Nemits, (tiếng Nga: Нёмитц, Александр Васильевич; 26 tháng 7 năm 1879 – 1 tháng 10 năm 1967) là một sĩ quan hải quân của Đế quốc Nga, Quốc gia Ukraina và Liên Xô. Ông là chỉ huy của Hải quân Liên Xô từ tháng 2 năm 1920 đến tháng 11 năm 1921.